# گلوله‌ای در قلب
گلوله‌ای در قلب (عربی مصری: رصاصة في القلب) فیلمی در ژانر درام به کارگردانی محمد کریم است که در سال ۱۹۴۴ منتشر شد. از بازیگران آن می‌توان به فاتن حمامه اشاره کرد. این فیلم از روی یکی از رمان‌های توفیق الحکیم ساخته شده‌است.